# Bárður á Steig Nielsen
Bárður á Steig Nielsen (Vestmanna, 16 de abril de 1972) es un político y empresario feroés que se desempeña como líder del Partido Unionista desde 2015 y fue primer ministro entre 2019 y 2022. También es portero del equipo de balonmano VÍF Vestmanna y exjugador de balonmano de la selección nacional de las Islas Feroe.
á Steig Nielsen fue elegido miembro del parlamento feroés en representación de Norðurstreymoy en los períodos 2002-2004 y 2004-2008. Fue ministro de Finanzas en el primer gabinete de Jóannes Eidesgaard desde 2004, pero dejó el cargo para convertirse en el líder del proyecto de construcción de Stóra Tjørn, que luego fue cancelado debido a la crisis financiera de 2008. En las elecciones de 2011, fue reelegido al Løgting. En marzo de 2015 fue elegido vicepresidente de su partido y el 24 de octubre de 2015 fue elegido presidente del Partido Unionista.
Se convirtió en primer ministro de las Islas Feroe tras las elecciones generales de 2019, formando una coalición con el Partido Popular y el Partido de Centro.